# Fédération départementale des comités d'assistance aux prisonniers
Les « Fédérations départementales des comités d'assistance aux prisonniers » ont été créées  le 14 septembre 1915 en France durant la Première Guerre mondiale pour aider les prisonniers français .

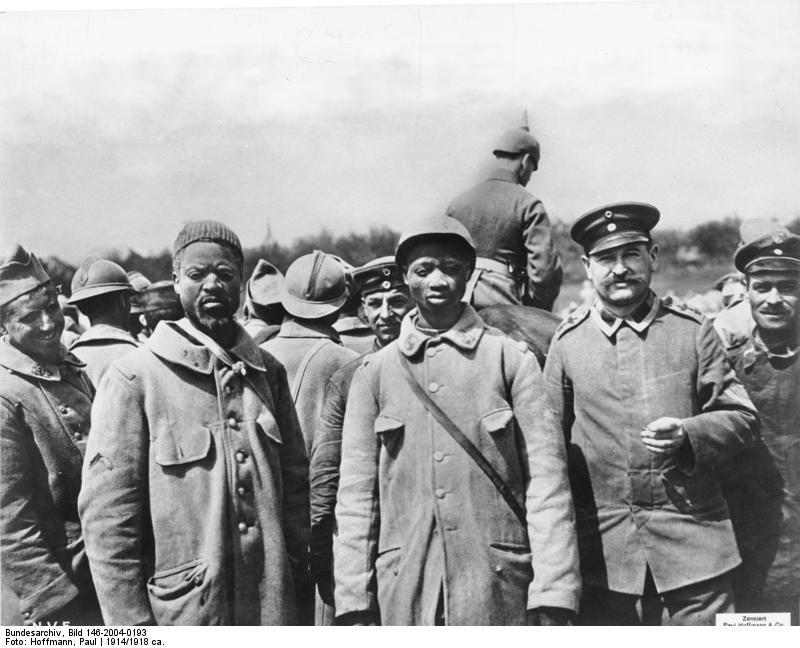
Prisonniers de guerre français (photo d'archive allemande)

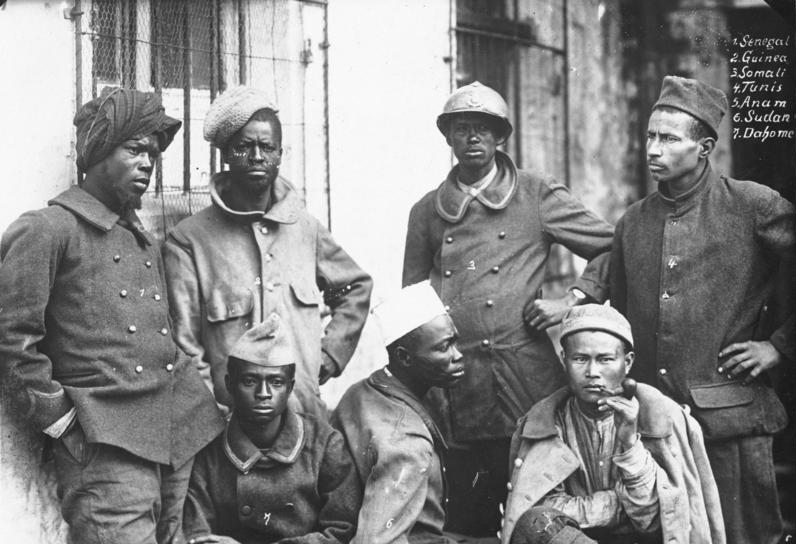
Certains prisonniers français faits par l'Entente lors des derniers combats en France en Champagne, se sont retrouvés très loin de leurs pays et familles, venant par exemple du Sénégal(1), de Nouvelle-Guinée (2), de Somalie (3), de Tunisie (4), l'Annam (5), du Soudan (6), du Dahomey (7), juin 1917 (photo d'archive allemande)

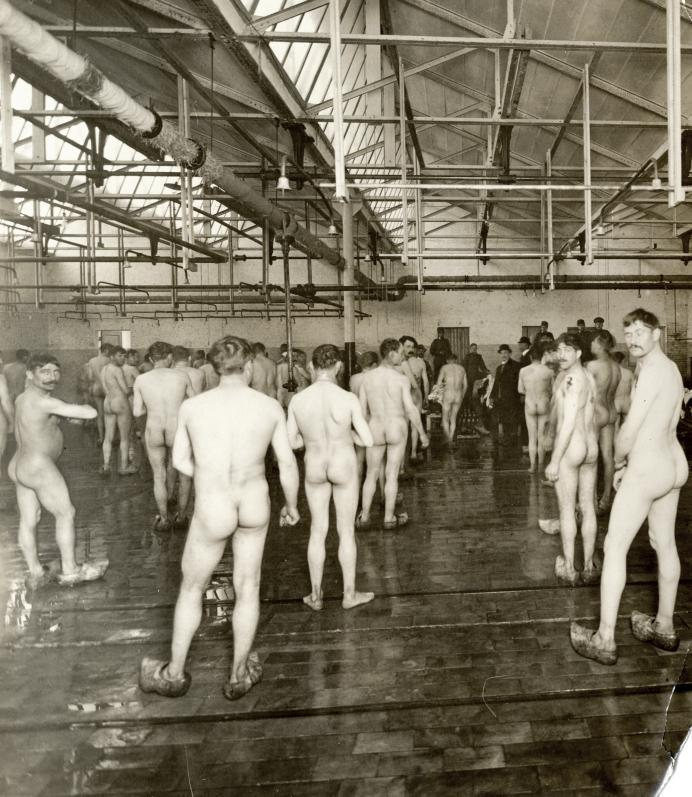
Les comités d'assistance aux prisonniers perdront leur utilité à la fin de la guerre (ici : désinfection dans une usine néerlandaise prisonniers français et anglais rapatriés d'Allemagne)

## Missions
Ces comités - à la demande de l'administration préfectorale - fédèrent les comités d'arrondissement de chaque département, avec une volonté de mieux coordonner et affecter les aides.
Selon la préfecture du Pas-de-Calais en 1918 ; « Par de fausses indications, certains prisonniers s'étaient parfois créé plusieurs sources de secours alors que d'autres en étaient privés. De très graves abus avaient été constatés à ce sujet, et cet état de choses déplorable mettait de l'aigreur dans les rapports des prisonniers entre eux et pouvait donner lieu à de fâcheuses récriminations. 
L'institution de la fédération chargée de secourir les originaires du département a mis fin à cette situation regrettable : les doubles emplois ont disparu et les lacunes ont été comblées » .

## Budgets
Le ministère de la guerre a fourni 2 644 680 francs  à la fédération du Pas-de-Calais du début de la guerre au 1er septembre 1918. 
Mais, comme les œuvres de guerre et en vertu de la loi du 30 mai 1916 sur les œuvres de guerre, les Fédérations seront le 27 janvier 1917 autorisées à faire appel à la générosité du public .

## Fonctionnement
Chaque comité d'arrondissement (d'assistance aux prisonniers) est chargé d'aider ses seuls prisonniers (c'est-à-dire ceux qui domiciliés dans l'arrondissement avant d'être fait prisonnier)

## À titre d'exemple, dans le Pas-de-Calais
Dans ce département, et selon l'archiviste départementale ; au 1er septembre 1918, 16 433 prisonniers avaient été aidés par ces Comités, répartis comme suit  ;
- « Comité départemental »   (8 600 prisonniers aidés) ;
- « Comité présidé par Mme Adam à Boulogne-sur-Mer »    (898 prisonniers aidés) ;
- « Comité présidé par Mme Péron à Boulogne-sur-Mer »    (936 prisonniers aidés) ;
- « Œuvre » de Mlle d'Héricault à Tingry (350 prisonniers aidés) ;
- « Amicale des instituteurs et des institutrices »    (150 prisonniers aidés) ;
- « Comité municipal de Calais »    (1 147 prisonniers aidés) ;
- « Comité présidé par Mme Flament » à Béthune  (1 900 prisonniers aidés) ;
- « Œuvre "la solidarité" »  à Montreuil (676 prisonniers aidés) ;
- « Comité présidé par M Godefroy » à Saint-Omer   (1 085 prisonniers aidés) ;
- « Comité présidé par mme Abel-Delbende » à Aire-sur-la-Lys  (173 prisonniers aidés) ;
- « Comité présidé par Mme Michel »  à Saint-Pol-sur-Ternoise (518 prisonniers aidés).

## Fins de la guerre
Après l'armistice, une partie des actions, en particulier l'aide aux mutilés de guerre sera poursuivie par d'autres moyens.